# Cappella della Madonna di Lourdes
La cappella di Nostra Signora di Lourdes è un luogo di culto cattolico situato nella frazione di San Pietro d'Olba nel comune di Urbe, in provincia di Savona.

## Storia e descrizione
Si tratta di una piccola cappella costruita dalla famiglia Vassallo lungo l'antico ponte in pietra che scavalca il torrente Orba, sulla sommità di una roccia. Nel pavimento è riportato lo stemma della famiglia, mentre sulla destra è posta una lapide a memoria del tenente Renzo Vassallo morto nel 1917 per cause di guerra.
La cappella ha un piccolo altare in legno sovrastato dalla statuina della Madonna di Lourdes. Sopra il portone di ingresso compare la scritta: Flumina plaudent, montes exultant.